# クンバカルナ (山)

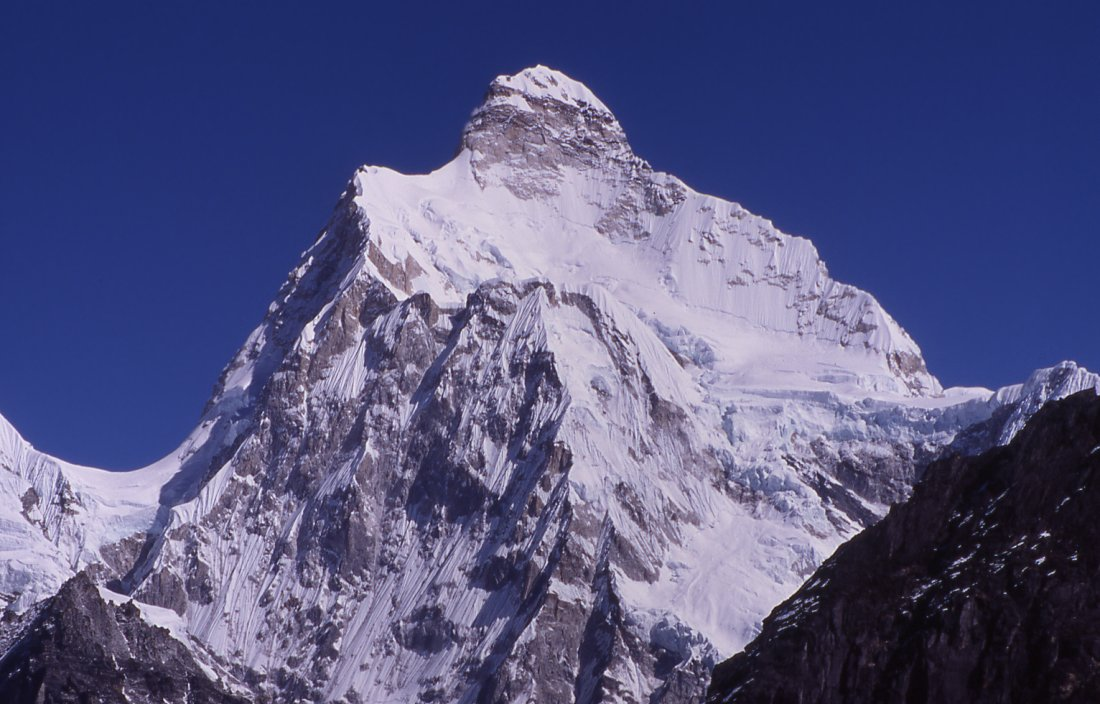
クンバカルナ、別名：ジャヌー

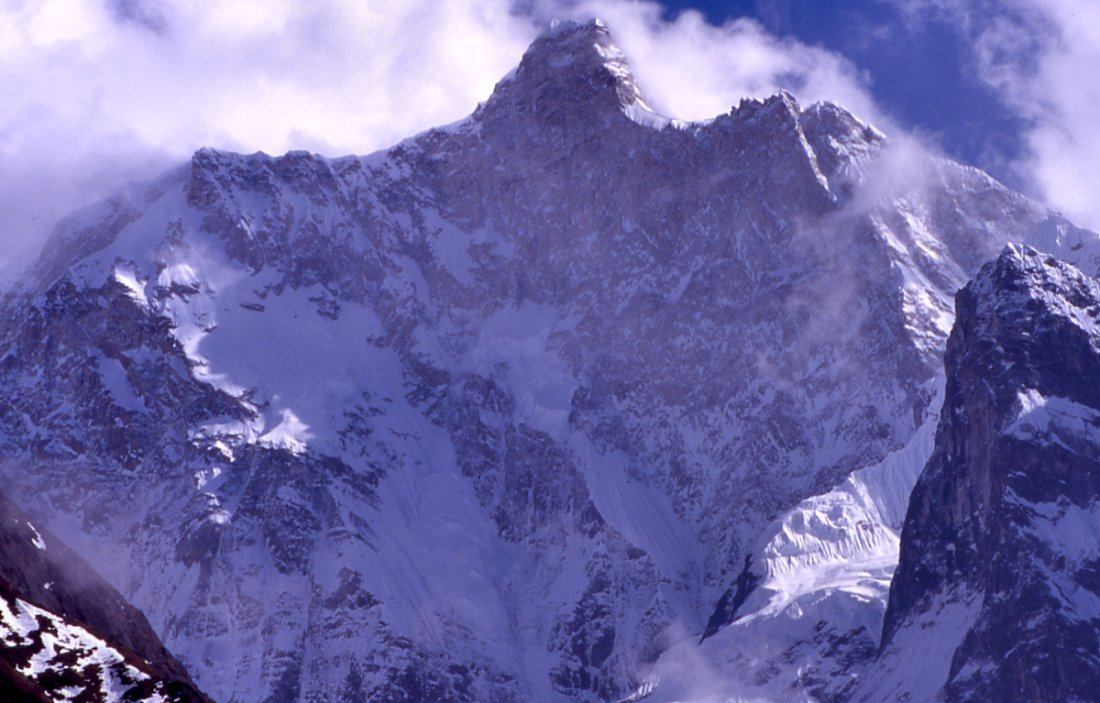
クンバカルナの北壁

クンバカルナ（クンバカルナ、英語: Kumbhakarna、ネパール語：कुम्भकर्ण、リンブー語：Phoktanglungma）は、ヒマラヤ山脈東端にある世界で32番目に高い山（標高7,710メートル）。ジャヌー（Jannu）とも呼ばれる。世界で3番目に高い山のカンチェンジュンガ山塊の西側に続いている。クンバカルナは急峻で、挑戦的な登山ルートが数多くある。

## 名称
山容が複雑で見上げると恐ろしげな形をしていることから、インドの叙事詩「ラーマーヤナ」に登場する鬼神クンバカルナにちなんで名づけられているが、ジャヌーという呼び名でもよく知られている。シナ・チベット語族のリンブー語では「肩のある山」（フォタンphoktangは肩を、ルンマlungmaは山を意味する）と呼ばれる。ラティ民族（Kirati people）にとっては宗教上神聖な山である。

## 位置
クンバカルナ峰は、カンチェンジュンガ山塊のクンバカルナ群の最高峰であり（アダムズ・カーターH. Adams Carterの分類を使用）、ネパールとインド（シッキム州）の国境にまたがる。クンバカルナ自体は完全にネパール内にあり、長い尾根でその東の国境上にあるカンチェンジュンガと尾根でつながっている 。

## 山容
クンバカルナは世界で32番目に高い山で、登山家の挑戦上では注目に値し、技術的な難しさ、複雑な構造、その垂直方向の起伏、そして頂上近くの特に急な登山の点などで、世界で最も難しい山の1つである。特に北壁は、7,000mを超える高度で達成せねばならない、最も高度な技術を要する登山となってきた。

## 登頂史
クンバカルナ・ジャヌーは、1957年にギド・マニョーヌが最初に偵察し、1959年にジャン・フランコが率いるフランスのチームが初めて登頂を試みた。1962年に、フランスのリオネル・テレイの率いるチームが登頂に成功。4月27日、ロベール・パラゴ、ポール・ケラー、ルネ・デメゾン、シェルパのGyalzen Mitchungが第一次隊として、続いて4月28日にはリオネル・テレイ、Jean Ravier、André Bertrand、Jean Bouvier、Pierre Leroux、Yves Pollet-Villard、シェルパのWangdiが第二次隊として山頂に立った 。彼らの登頂ルートは、山頂の南にあるヤマタニ氷河から始まり、王座（山頂の南にぶら下がっている氷河）として知られる大きな高地への遠回りのルートをたどり、南東の尾根を経由して山頂へ登った。
日本人の初登頂は1974年の成城大学の山岳部の部員たちだった。雪崩に遭遇しながらも2人が登頂をなしえている。国の支援もなしに自費で挑戦した若者たちの情熱は快挙というべきである。
巨大で急峻な北壁（いわゆる「化け物の壁」）は、1976年に小西政継の率いる日本チームが、壁の左側から東の尾根に至るルートで初めて登頂に成功した。北壁の上部にある急なヘッドウォールは避けた（ニュージーランドのチームは前年北壁を登ったが、山頂には達しなかった）。スロベニアの登山家、トモ・チェセンは1989年に北壁のより直接的なルートで単独登頂に成功したと主張したが、この主張は登山コミュニティの多くは疑わしいと考えている。
2004年、前年の試みが失敗した後、アレクサンダー・オディンツォフ（Alexander Odintsov）が率いるロシアのチームは、ヘッドウォールを通る直接の北壁ルートを登るのに成功した。これには、ビッグウォール登山技術（Big wall climbing）の援助が、7500mを超える距離に持続的に必要であったが、大きな成果であったといえる。しかし、ロシア・チームが壁に大量の装備を残したことを知って登山コミュニティの一部は動揺し、そのようなルートでの適切なモダン・スタイルの登山は何かについての議論を引き起こした。こうした論争にもかかわらず、ロシア・チームはこの登山成功でピオレドール賞を獲得した。
「ヒマラヤ・インデックス」には、ジャンヌ登頂に12を活動が記載されている。